# Leona Helmsley

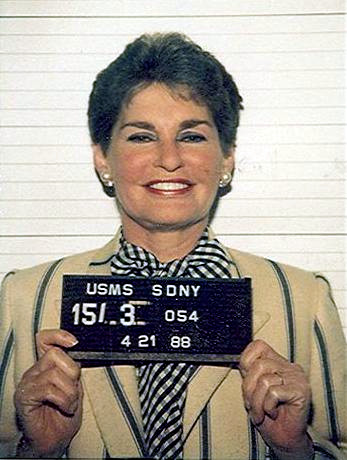
Leona Helmsley na haar arrestatie in 1988

Leona Mindy Roberts Helmsley (Marbletown (New York), 4 juli 1920 - Greenwich (Connecticut), 20 augustus 2007) was een Amerikaanse hotelmagnaat. Ze kreeg de bijnaam Queen of Mean vanwege de vermeend tirannieke manier waarop ze haar zakenimperium beheerde en haar gewoonte om werknemers om het minste of geringste te ontslaan. Helmsley werd in 1989 veroordeeld tot een gevangenisstraf van 16 jaar wegens belastingontduiking.
De flamboyante miljardair was een icoon van de geldbeluste jaren 1980. Ze werd gepersifleerd in onder meer Saturday Night Live (televisie), The Howard Stern Show (radio) en National Lampoon's Loaded Weapon 1 (film). In de televisiefilm Leona Helmsley: The Queen of Mean (1990) over haar leven werd ze gespeeld door Suzanne Pleshette. Pleshette werd voor deze rol genomineerd voor zowel een Emmy als een Golden Globe.

## Leven en carrière
Helmsley werd geboren als Lena Mindy Rosenthal in een gezin van Pools-Joodse immigranten. Op jonge leeftijd verhuisde ze met haar ouders naar New York. Ze liet haar naam veranderen in Leona Mindy Roberts en trouwde met de advocaat Leo Panzirer, met wie ze een zoon kreeg. Haar tweede man was ondernemer Joseph Lubin.
Ze had een succesvolle carrière als makelaar in New York en was al miljonair toen ze in 1972 trouwde met haar derde man, de steenrijke Harry Helmsley, die een fortuin had verdiend met investeringen in onroerend goed. Het huwelijk bleek haar financiële redding: in 1971 verloor ze een rechtszaak tegen een groep huurders die haar hadden aangeklaagd omdat ze hun zou hebben gedwongen hun huurwoningen te kopen. Helmsley moest de huurders niet alleen schadeloos stellen maar ze ook een huurcontract voor drie jaar geven. Helmsley verloor haar makelaarslicentie en richtte zich op het beheren van de hotels van haar man.
Het stel had een reeks exclusieve hotels in bezit, waaronder het in 1981 gebouwde Helmsley Palace aan Madison Avenue in New York. Daarnaast had het paar een grote hoeveelheid onroerend goed in bezit, waaronder het Empire State Building. Hun gezamenlijke vermogen werd geschat op miljarden dollars.

## Veroordeling
In 1983 kochten de Helmsleys een villa van 21 kamers in Greenwich, een luxueuze plaats in Connecticut, die geldt als voorstad van New York. Het enorme huis kostte 11 miljoen dollar. De Helmsleys lieten het huis voor nog eens 8 miljoen dollar verbouwen. Het paar betaalde de aannemers echter niet voor de verbouwing; deze moesten een rechtszaak aanspannen om betaald te worden. Tijdens deze rechtszaak bleek dat de Helmsleys geprobeerd hadden 4 miljoen dollar aan kosten voor de verbouwing af te schrijven als onkosten van hun hotels, zodat ze er geen belastingen voor zouden hoeven betalen. De aannemers stuurden een stapel facturen naar de New York Post om te bewijzen dat de Helmsleys op deze manier fraude probeerden te plegen.
In 1988 werden de Helmsleys door de federale openbaar aanklager Rudy Giuliani aangeklaagd voor een reeks belastinggerelateerde misdrijven. Ze werden tevens aangeklaagd voor afpersing. De rechtszaak ging pas een jaar later van start omdat Harry Helmsley gezondheidsproblemen kreeg. Uiteindelijk besloot de rechter dat Harry Helmsley fysiek en geestelijk te zwak was om terecht te staan. Leona Helmsley moest alleen voor de rechter verschijnen.
Een van de getuigen tijdens de rechtszaken was Elizabeth Baum, een voormalige werknemer van de Helmsleys, die getuigde dat ze eens tegen Leona Helmsley had gezegd: You must pay a lot of taxes ("Jullie betalen zeker veel belastingen"), waarop Helmsley zou hebben geantwoord, We don't pay taxes. Only the little people pay taxes ("Wij betalen geen belastingen. Alleen de kleine mensen betalen belastingen").
Helmsley werd op 30 augustus 1989 door een jury schuldig bevonden van 33 belastinggerelateerde misdrijven. Ze werd echter vrijgesproken van de ernstigste aanklacht, die van afpersing. Ze werd veroordeeld tot 16 jaar gevangenisstraf, maar een aantal veroordelingen kwamen te vervallen en uiteindelijk zat ze maar zo'n 18 maanden in de gevangenis, gevolgd door twee maanden huisarrest.

## Nalatenschap
Na de dood van haar man Harry erfde ze zijn enorme vermogen (waaronder het Empire State Building), geschat op 5 tot 8 miljard dollar. Na haar dood liet ze het grootste deel van haar vermogen na aan een fonds, met instructies dat het geld besteed moet worden aan het verbeteren van de behandeling van honden. Verder liet ze 12 miljoen dollar na aan haar hond Trouble en 100.000 dollar aan haar chauffeur. Haar kleinkinderen Craig en Meegan Panzirer kregen echter geen cent. Een rechter besloot in april 2008 echter anders en bracht de erfenis van haar hond terug van 12 naar 2 miljoen dollar. De kleinkinderen kregen alsnog zes miljoen dollar.
Helmsley werd begraven in een mausoleum van 1,4 miljoen dollar op de begraafplaats van Sleepy Hollow (New York).